# Balanspijp

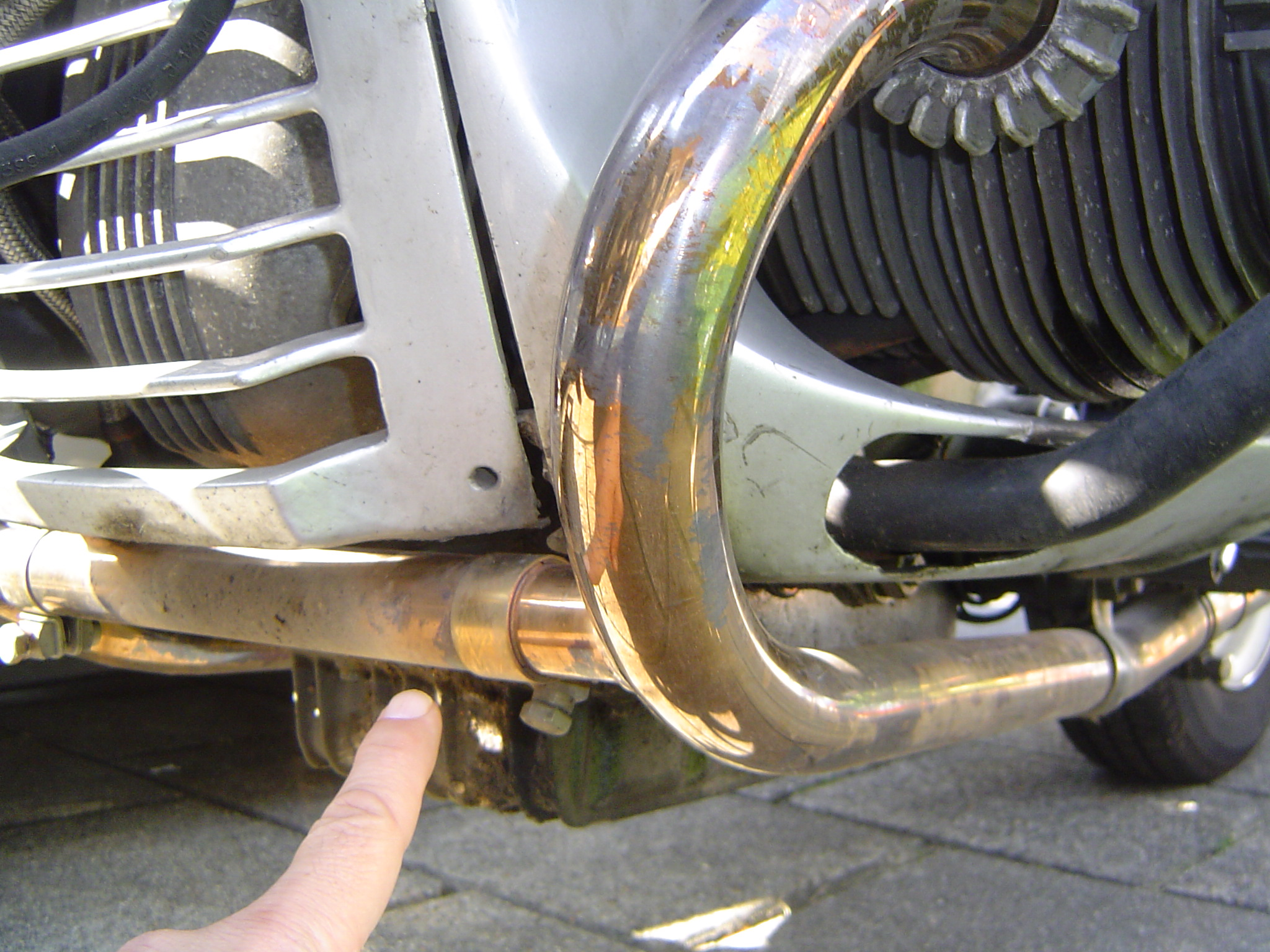
de balanspijp tussen twee uitlaatbochten van een motorfiets

Een balanspijp is een verbindingspijp tussen twee uitlaten om de drukverschillen te egaliseren. Bij automotoren komen de uitlaten van verschillende cilinders meestal direct in het uitlaatspruitstuk samen, maar bij motorfietsen worden vaak meerdere uitlaatpijpen gebruikt. Vooral als er lengteverschillen zijn ontstaat er verschil in (tegen-) druk in de uitlaten.